# Roja
Roja („Róża”) – kollywoodzki thriller z 1992 roku w reżyserii Maniego Ratnama. Pierwsza część jego trylogii – po niej powstały Bombay i Dil Se – Z całego serca. Debiut muzyczny A.R. Rahmana. Muzyka do filmu zalicza się (według magazynu „Time” z 2005 roku) do 10 najlepszych filmowych kompozycji muzycznych w Indiach. Film uznany przez krytyków za jeden z najlepszych filmów indyjskich w latach 90. Dubbing w hindi, malajalam, marathi i telugu. Niedawno w związku z rosnącym lękiem przed terroryzmem powtórnie wyemitowano film poza granicami Indii.
To historia tamilskiego małżeństwa, które przyjechawszy do Kaszmiru przeżywa dramat. Mąż zostaje porwany przez separatystycznych muzułmanów, a jego żona nie znając języka, polityki, sytuacji walczy o uwolnienie ukochanej osoby. To opowieść o tym, że nasze życie nie należy „ani do nas ani do innych ludzi”, to wezwanie do pojednania się w Indiach, potępienie bratobójczej wojny w Kaszmirze.

## Motywy kina indyjskiego
- Kaszmir (Yahaan, Fanaa) * pogoń * armia (LOC Kargil, Lakshya, 1971,  Deewaar, Yahaan) * terroryści (Dil Se, Fiza, Fanaa) * aresztowanie * Tamilnadu * aranżowane małżeństwo * oglądanie narzeczonego dla siostry (Pinjar) * angielski język (Tashan, The Namesake)
- Modlitwa. Aranżowanie małżeństwa. Narzeczeni jeszcze się nie widzieli. Siostra narzeczonej, Roja gorąco modli się, aby narzeczony zaakceptował jej siostrę. Nie znając serca siostry, którą spełnienie tej modlitwy unieszczęśliwiłoby. Bóg inaczej rozwiązuje ten problem. Krzyżuje ze sobą losy Roji i Rishiego. * Zbuntowana Roja modli się do Boga, który nie wysłuchał jej próśb. Rishi nie zaakceptował jej siostry. Wybrał ją na żonę. * Separatyści kaszmirscy modlą się do Allaha. Przed walką z indyjskimi żołnierzami utrzymującymi ten region w ramach Indii. Chwilę potem wybuchają bomby. *  Roja modli się w Kaszmirze przed nieznanym jej Bogiem, przeprasza go, że zanim poczuła się szczęśliwa z mężem, walczyła z nim, buntowała się na niego. * Zrozpaczona porwaniem męża Roja błaga siostrę "po prostu  módl się". Teraz, gdy policja i wojsko okazują się bezsilne wobec terrorystów, Roja wierzy, że tylko Bóg ma moc uwolnienia jej męża z niewoli. * Liaqat, terrorysta muzułmański  podczas modlitwy otrzymuje wiadomość, że rząd Indii odmówił zamiany porwanego na uwięzionego terrorystę. Trwa na modlitwie, podczas gdy obok bity i podpalany jest uwięziony Rishi. * Po śmierci młodszego brata, którego sam wysłał do walki, Liaqat płacze modląc się za niego. Na oczach pełnego współczucia więźnia. Motyw modlitwy obecny jest też w wielu innych filmach m.in. - Mujhse Dosti Karoge!, Chaahat, Vaada, Salaam Bombay!, Guddu, Coś się dzieje, Żona dla zuchwałych i in.)
- dziewczyna odmawia poślubienia wybranego przez rodziców (Aarzoo) * ślub hinduski * mangalsutra * przymuszona przez rodziców do ślubu * noc poślubna (Parinda, Kaaka Kaaka, Deewana) * rodzina żegna pannę młodą (Sekret, Umrao Jaan) * Ćennaj * relacja sióstr * świeżo poślubione małżeństwo (The Namesake, Jaust Married, Honeymoon Travels Pvt. Ltd.) * kryzys w małżeństwie * szpital * komputer * Kaszmir * wybuchy bomb (Dev, Black Friday) * zdjęcia (Naqaab, Taal, Virasat) * śnieg (Tango Charlie, Yahaan, Fanaa) * w świątyni * jedność  wiary w Boga ponad wyznaniami * rozbicie kokosa (Om Shanti Om, Duplicate, Nuvvostanante Nenoddantana) * porwanie (Ek Hasina Thi, Ek Ajnabee, Sainikudu, Sarkar Raj) * wiadomości Tv (Misja Stambuł, Silsila, Lakshya) * przesądy * patriotyzm indyjski (Chak de India, Swades, Pardes) * pobicie * więzienie (3 Deewarein, Yuva, Ram Jaane,Sholay) * nieudana ucieczka (Deewaar, 1971) * kobieta walczy o uwolnienie ukochanego (Yahaan) * wymiana więźniów * podpalenie * identyfikacja zwłok * pogrzeb muzułmański (Zubeidaa, Zakhm) * wiara w Boga * ucieczka * przemiana człowieka

## Fabuła
Rishi, informatyk z Ćennaju, jedzie wraz z matką do tamilskiej wioski, aby tam dopełnić zaaranżowanego małżeństwa. Pierwszy raz w życiu widzi przed sobą dziewczynę, która ma z nim wkrótce dzielić jego przyszłe życie. Z trudem próbuje zachęcać do rozmowy milczącą Laxmi. Gdy wreszcie decyduje się ona mu odpowiedzieć, Rishi słyszy słowa: "powiedz rodzicom, że mnie nie chcesz. Kocham innego. Pomóż mi". Zdezorientowany, nie wie, jak się zachować. Odrzucenie dziewczyny jest afrontem dla rodziny, stawia pod znakiem zapytania jej szanse na wyjście kiedykolwiek za mąż. Nie wiedząc co zrobić, Rishi wskazuje na siostrę Laxmi, mówiąc, że woli poślubić ją. Roja jest oburzona. Daremnie modliła się do Boga o akceptację siostry przez wybranego mężczyznę. Czuje żal do Boga i do Rishi, którego decyzja wznieciła niesnaski w rodzinie. Ten punkt wyjścia staje się początkiem kryzysu w świeżo poślubionym małżeństwie. Roja unika bliskości, nie ufa Rishi. Dopiero szczera rozmowa między siostrami pozwala na otwarcie się wobec przeznaczonego jej mężczyzny. Między coraz lepiej rozumiejącymi się małżonkami wzrasta czułość i wynikająca z niej namiętność. Są ze sobą coraz bardziej szczęśliwi. Dlatego Roja nie wyobraża sobie, że mąż sam bez niej pojedzie w podróż służbową do Kaszmiru. Rishi zostaje tam wysłany z zadaniem rozkodowania wiadomości przekazywanych przez terrorystów. Kaszmir okazuje się dla szczęśliwej pary odkryciem. Cieszą się z widoku Himalajów, z nieznanego im w Tamilnadu  śniegu, ze swojej miłości. Ale ich szczęście zostaje brutalnie przerwane. Na oczach Roji, u stóp w świątyni, w której przed chwilą dziękowała Bogu za ich miłość, Rishi zostaje porwany przez terrorystów. Dla Roji zaczyna się dramatyczna walka o uwolnienie męża.

## Obsada
- Arvind Swamy – Rishi Kumar
- Madhoo – Roja
- Pankaj Kapoor – Liaqat
- Nasser – pułkownik Rayappa
- Janagaraj – Chajoo Maharaj
- Vaishnavi – Laxmi

## Muzyka i piosenki
Autorem muzyki jest debiutujący tu tamilski kompozytor filmowy A.R. Rahman, który skomponował też muzykę do takich filmów jak: Rangeela, Kisna, Swades, Yuva, Water, Rebeliant, Rang De Basanti, Guru, Dil Se, Saathiya, Lagaan, Taal, Zubeidaa, Ziemia, Tehzeeb, The Legend of Bhagat Singh,  Bombay, Kannathil Muthamittal, Boys.
1. "Rukkumani" (6:02) – S.P. Balasubrahmanyam, Chitra
2. "Chinna Chinna Aasai" (4:57) – Minmini
3. "Kaadhal Rojave" (5:04) – S.P. Balasubrahmanyam
4. "Pudhu Vellai Mazhai" (5:18) – Unni Menon, Sujatha
5. "Tamizha Tamizha" (3:05) – Hariharan
6. "Chinna Chinna Aasai" (1:07) – Minmini